# Mitsamiouli
Mitsamiouli es la capital de la prefectura de Mitsamiouli-Mboudé, al norte de la Gran Comora, la isla más grande del archipiélago de las Comoras. En 2012 su población estaba estimada a 7.235 habitantes.
Mitsamiouli es la región más turística, con muchas playas de arena blanca, restos de palacios reales que se remontan al período del Sultanato y una serie de estructuras de alojamiento turístico que van desde simples bungalows hasta complejos de 4 estrellas.

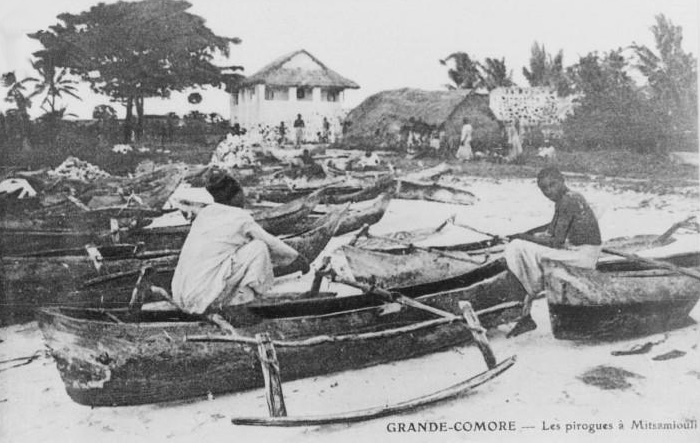
« Los pirogues, a Mitsamiouli » (comienzo del XX)

La población de Mitsamiouli es de origen bantú y árabe, con una alta proporción de descendientes de colonos franceses ( Humblot, Rivière y Toinette son los más conocidos). La ciudad cuenta con 2 clubes de fútbol, el Mitsamiouli Apache Club y el Mitsamiouli North Corner. Mitsamiouli es también el sitio del Estadio Internacional Saïd Mohamed Cheikh, que alberga los partidos internacionales del equipo de fútbol de Comoras .

## Hechos
• El 23 de noviembre de 1996, el vuelo 961 de la compañía Ethiopian Airlines se estrelló en el mar a 500 metros de la orilla antes del Beach Hotel Galawa en Mitsamiouli. El desastre costó la vida a 125 de los 175 pasajeros, a pesar de la ayuda de residentes y turistas locales.

## Personas notables
• Djoueria Abdallah, la primera mujer miembro de la Asamblea de la Unión de Comoras proviene de Mitsoumiouli.